# Coralliozetus springeri
Coralliozetus springeri är en fiskart som beskrevs av Stephens och Johnson, 1966. Coralliozetus springeri ingår i släktet Coralliozetus och familjen Chaenopsidae. IUCN kategoriserar arten globalt som livskraftig. Inga underarter finns listade i Catalogue of Life.